# مهین برزوئی
مهین برزویی (زادهٔ ۱۳۲۸) صداپیشه و بازیگر ایرانی است.

## زندگی‌نامه
او در سال ۱۳۲۸ در تهران به دنیا آمد. وی دارای تحصیلات فوق دیپلم است.
او از سال ۱۳۵۰ وارد حرفهٔ صداپیشگی شد. از سال ۱۳۶۷ در برنامهٔ رادیویی صبح جمعه با شما در نقش «همسر آقای ملون» هنرنمایی کرد. در سال ۱۳۷۰ در مجموعهٔ تلویزیونی «تعطیلات نوروزی» و در سال ۱۳۷۱ در مجموعهٔ تلویزیونی «بیا تا گل برافشانیم» بازی کرد.

## دوبله‌ها
ویژگی صدای برزوئی گویندگی نقش‌های کودک، خانم‌های جوان و پیرزن‌های چاق است. از نقش‌های شاخص دوبلاژ او می‌توان به سریال سال‌های دور از خانه (در نقش عروس اوشین) و فیلم‌های سینمایی آناستازیا، کلاغ زرد، و بچه‌های راه‌آهن اشاره کرد.
همچنین در کارتون‌های پسرشجاع (در نقش خانم کوچولو)، سفرهای کومان (در نقش خواهر کوتو، دختر همراه گروه کومان) به گویندگی پرداخته‌است.
| انیمیشن                  |                          |                                                                       |
| پسرشجاع                  | خانم کوچولو              |                                                                       |
| دیجیمون                  | کاری - تنتامون           | خواهر تای - دیجیمون ایزی                                              |
| سفرهای کومان             | خواهر کوتو               | (دختر همراه گروه کومان)                                               |
| نیلو و فلندی             | راوی                     |                                                                       |
| سنجاب کوچولو             | مادر کلی                 |                                                                       |
| سفرهای علمی              | خانم فریزل               |                                                                       |
| مجموعه تلویزیونی         |                          |                                                                       |
| پزشک دهکده               | دوروتی                   |                                                                       |
| مردگان متحرک (فصل۵و۶)    | دیانا مونرو              | شهردار الکساندیا                                                      |
| افسانه شینگن (دوبله دوم) | مادر شینگن و راوی داستان | این مربوط به دوبله دوم و جدید سریال شینگن است نه دوبله اول و قدیمی آن |
| سال‌های دور از خانه       | میچیکو، عروس اوشین       |                                                                       |
| سینمایی                  |                          |                                                                       |
| آناستازیا                |                          |                                                                       |
| کلاغ زرد                 |                          |                                                                       |
| بچه‌های راه‌آهن            |                          |                                                                       |
| دزدی که برای شام آمد     |                          | (باد یورکین، ۱۹۷۳)                                                    |
| فراری                    |                          | (۱۹۹۳)                                                                |